# 割喉之城
《割喉之城》（英語：Cut Throat City）是一部2020年美國動作搶劫片，由RZA執導，保羅·庫斯切里（Paul Cuschieri）編劇，沙梅克·摩爾、T.I.、小狄米崔爾斯·希普、衛斯里·史奈普、泰倫斯·霍華、艾莎·岡薩雷以及伊森·霍克。講述2005年颶風卡崔娜席捲紐奧良過後，四名童年朋友不得已為了生活行搶賭場，同時使他們介入黑白兩道的紛爭中。電影2020年8月21日美國上映。

## 劇情
在2005年的紐奧良，四位好友布林克、奇蹟、安德烈和朱尼爾著手為布林克與黛米亞的婚禮做準備。不久後，颶風卡崔娜摧毀了這座城市。志向遠大的藝術家布林克正在創作一本圖像小說《割喉之城》（Cut Throat City），但他遭到出版商拒絕而感到不滿。此時的他與朋友們生活在犯罪重重的下九區，與貧窮鬥爭著。布林克與黛米亞申請FEMA援助但被拒絕。布林克向朋友們建議會見黛米亞的當地毒梟表哥羅倫佐·巴斯。
巴斯為他們提供了一份搶劫賭場的工作。在搶劫過程中，警衛到達並發生槍戰。三人開車逃脫時，紐奧良警察尾隨在後，安德烈中槍而亡。他們付錢給當地的一位牧師幫助他們處理安德烈的屍體。三人給巴斯他們剩餘的2萬美元，巴斯告訴他們有消息稱他們帶著15萬美元離開賭場並拒絕談判。巴斯要求布林克將他的陰莖伸進浣熊的籠中，但朱尼爾呼喚自己的狗來攻擊巴斯，使三人得以逃脫；狗被巴斯殺死，巴斯則因子彈用盡而放走他們。同時，露辛妲·班瓦警探被分配調查此案。
三人住在布林克的隱居父親勞倫斯家中。布林克打算求助於犯罪領主「聖人」。班瓦找上與賭場有內部聯繫的腐敗警探寇特尼，雖然收穫不多，但她得知搶劫團與巴斯有關。與此同時，黛米拉受到巴斯的威脅，並在之後找上議員傑克森·希姆斯尋求幫助，黛米拉曾幫希姆斯的妻子擔任臨終關懷者；對方同意提供幫助。希姆斯找上寇特尼，並要求他將訊息和錢交給聖人。從希姆斯那得知情況的班瓦找到了布林克並與他見面，希望對方回頭。
布林克、奇蹟和朱尼爾持續搶劫幾間當地賭場，企圖快速賺錢並吸引聖人的注意。但勞倫斯找到了他們的錢並將三人趕了出去。三人在一間脫衣舞俱樂部炫耀自己的收入但被寇特尼俘虜。三人被送到聖人面前，聖人對他們感到印象深刻並允許他們以現金換取生活。布林克、奇蹟和朱尼爾隨寇特尼回到下九區，班瓦結束了她的調查，敦促布林克追求他的藝術夢想，而不是犯罪生活。希姆斯和聖人會面討論情況。不久之後，巴斯與聖人見面，但聖人在談話中突然朝他的頭部開槍。
一段時間後，三人繼續發現自己陷入貧困。於是他們搶劫了辦公室，但當奇蹟殺死一名保安時，大批警察蜂擁而至，三人在疑似隨後的交火中喪生。然而，布林克在他的圖像小說簽書會和班瓦前現身。班瓦向他表示祝賀，布林克感謝她的第二次機會。
在片尾，希姆斯在安德烈的墳墓前與寇特尼見面，並突然開槍打死了寇特尼，任命奇蹟成為下九區的新監管者。

## 演員
- 沙梅克·摩爾飾演布林克（Blink）
- T.I.飾演羅倫佐·「表哥」·巴斯（Lorenzo 'Cousin' Bass）
- 小狄米崔爾斯·希普（英语：Demetrius Shipp Jr.）飾演奇蹟（Miracle）
- 衛斯里·史奈普飾演勞倫斯（Lawrence）
- 泰倫斯·霍華飾演聖人（The Saint）
- 艾莎·岡薩雷飾演露辛妲·班瓦（Lucinda Benoit）
- 伊森·霍克飾演傑克森·希姆斯（Jackson Symms）
- 丹佐·懷塔克（英语：Denzel Whitaker）飾演安德烈（Andre）
- 基安·強生飾演朱尼爾（Junior）
- 凱特琳娜·格蘭厄姆飾演黛米拉（Demyra）
- 羅伯·摩根飾演寇特尼（Courtney）
- 喬·大衛·摩爾（英语：Joel David Moore）飾演彼得·費爾頓（Peter Felton）
- 以賽亞·華盛頓（英语：Isaiah Washington）飾演辛克萊·史都華（Sinclair Stewart）
- 山姆·達利飾演歐墨瑞（O'Malley）

## 外部連結
- 互联网电影数据库（IMDb）上《割喉之城》的资料（英文）
- 爛番茄上《割喉之城》的資料（英文）
- Metacritic上《割喉之城》的資料（英文）